# Joachim Moltke (hofmarskal)
 Der er flere personer med dette navn, se Joachim Moltke.
Joachim Ludvig greve Moltke (10. februar 1857 i Tureby – 29. december 1943 i Damsholte) var en dansk hofmarskal.

## Biografi
Han var søn af udenrigsminister, kammerherre Frederik lensgreve Moltke og Caroline von der Maase. Moltke blev 1874 student fra Herlufsholm, 1880 cand. jur., 1881 volontør i Indenrigsministeriet, 1883 sekondløjtnant ved Den Kongelige Livgarde, 1888 løjtnant ved Københavns Væbnings fodfolk, men fik 1893 afsked fra Hæren. 27. april – 22. juli 1883 var Moltke attacheret ved kejserkroningen i Moskva, 5. april 1884- 28. september 1886 temporær attaché ved gesandtskabet i London, 1887 assistent i Indenrigsministeriet, 8. december 1889 (fra 1. januar 1890) hofchef hos kronprins Frederik (VIII) og 1890 kammerherre. Han blev 1. juni 1906 hofmarskal og chef for Hofmarskallatet og fik 29. oktober 1908 afsked.
9. juli 1890 blev Moltke Ridder af Dannebrogordenen, 26. maj 1892 Kommandør af 2. grad, 28. juli 1894 Kommandør af 1. grad, 8. april 1903 Dannebrogsmand og 3. juni 1933 Storkors af Dannebrog. Han bar derudover en lang række udenlandske ordener.
Han var 1911-34 bestyrelsesmedlem i Dansk Missionsselskab og 1911-31 næstformand; 1913-34 medlem af bestyrelsen for Det Danske Bibelselskab, 1918-27 formand; medlem af bestyrelsen for Dansk Bibelskole til 1941 og virksom i den kristne studenterbevægelse. Han var også legatstifter, bl.a. til oprettelse af et kollegium: Grev Joachim Moltkes Hjem for Studenter.
Joachim Moltke var ugift.